# Кьолн
 Тази статия е за града в Германия.  За региона вижте Кьолн (регион).  
Кьолн (на немски: Köln, от латински: Colonia, произношение [kœln]) е четвъртият по големина град в Германия с население към 31 декември 2020 г. от 1 083 498 души. Заема площ от 405 km². Той е най-големият град в Северен Рейн-Вестфалия.
Градът е разположен на двата бряга на река Рейн в югозападния край на Северногерманската равнина и се намира на 77 m над морското равнище. Известна забележителност е Кьолнската катедрала – най-голямата готическа катедрала в Северна Европа.
Кьолн е един от най-старите градове на Германия, където живеят келти и германски племена. По желание на Агрипина, родена там и по-късно станала съпруга на император Клавдий и майка на Нерон, селището получава от римляните права на град през 50 г. на новата ера и името Colonia Claudia Ara Agrippinensium (CCAA). Градът е бил голям център в римската провинция Германия. През Средните векове Кьолн е един от най-големите градове, около 1500 г. – най-големият в Европа. Кьолн е най-големият радио- и телевизионен център в Германия с много културни атракции. Старата римска, средновековна и по-голяма част е построена на левия бряг на река Рейн. Символ на града е готическата Кьолнска катедрала, чиито две камбанарии се виждат от всяка част на града. От времето на Наполеон там се произвежда Eau de Cologne (от френски „кьолнска вода“, „одеколон“), станал нарицателно за парфюм. Кьолн е известен също с многото си музеи, романски църкви, зоологическата градина, Парка на фантазиите, Шоколадовия музей и др. Той е и голям образователен център. Повече от 54 000 студенти живеят и учат в Кьолн.

## История
В периода 260 – 271 г. е столица на Галската империя.
През 1900 г. кьолнската борса е третата по големина в Германия (след берлинската и франкфуртската).
При бомбардировките на Кьолн през Втората световна война Кьолн претърпява 262 въздушни нападения от Западните съюзници, които причиняват около 20 хил. цивилни жертви, а центърът на града е почти напълно унищожен. През нощта на 31 май 1942 г., Кьолн става една от жертвите на т.нар. „Операция Millennium", първото нападение от страна на Royal Air Force във войната. 1046 тежки бомбардировачи нападат целите си с 1455 тона експлозиви, около две трети от които са запалителни. Нападението продължава около 75 минути, унищожени са около 600 декара застроена площ, убити са 486 цивилни и оставя 59 хил. души без дом.
До края на войната населението на Кьолн намалява с 95%. Това се дължи основно на по-масова евакуация на хората към селските райони. Същото се случва и с много други германски градове през последните две години на войната. До края на 1945 г. обаче населението на Кьолн се възстановява до около половин милион жители.
До края на войната цялото предвоенно 11-хилядно еврейско население на Кьолн е депортирано или изтребено от нацистите. Шестте синагоги в града са разрушени.

## Национален състав
Националният състав на населението е много разнообразен. Тук живеят представители на около 80 националности. Мнозинството от тях са немци (82,6%), а останалите – преселници от други държави. Най-многобройното имигрантско общество е турското (6,6% от населението). Следват италианското (2%), народите от бивша Югославия (1,56%) и страните от бившия СССР (0,97%).
Коренното население на града говори на един от видовете източнофранкски (рейнски) диалекти – кьолш. Кьолш съществено се различава от литературния немски, макар и не така силно, както швабския или баварския. Хората, добре знаещи немски, като цяло ще разберат и кьолш. Особеност на диалекта представлява замяна на звука G с J, почти пълно отсъствие на звука R, „изяждане“ на крайните звуци, както и многобройните местни думи и изречения.

## Религия
42,5% от населението са членове на Римокатолическата църква. Още 16% се самоопределят като протестанти-евангелисти, а останалите са основно атеисти и мюсюлмани. Има също и православна общност. В Кьолн, известен с толерантността си град, са разпространени и други разнообразни религиозни течения – будистко, Свидетели на Йехова, Новоапостолска църква. Така например Кьолн до неотдавна е бил център на радикалната ислямска организация „Милли Гюрю“.

## Икономика
Богатите залежи на кафяви въглища, а също и близостта до Рурската област са спомогнали в средата на XIX век Кьолн да стане един от индустриалните центрове на Европа. Днес водещите отрасли в града са:
- Машино- и автомобилостроенето. На север от града огромни площи се заемат от фабриките на Ford Motor Company. Крупни производствени филиали имат също Toyota, Grundig и Siemens AG.
- Химическа промишленост. В градовете-спътници Леверкузен и Дормаген са големите заводи и фабрики на фармацевтичния концерн Bayer.
- Хранително-вкусова промишленост. В Кьолн се намира главният филиал на една от най-големите фирми за производство на шоколадови изделия Stollwerck („Щолверк“). Освен това в града има множество стари пивоварни, където се произвежда знаменитата бира Kölsch („Кьолш“).
- Нефтопреработвателна промишленост в южните индустриални райони.
- Текстилна промишленост и производство на строителни материали.

В Кьолн се намира и главният център на авиокомпанията „Lufthansa“ и седалището на голямото предприятие за търговия на дребно „Rewe Group“.
В международния изложбен център „Koelnmesse“ редовно се провеждат различни тематични изложби и панаири на различни отрасли на промишлеността и изкуствата. Кьолн са избрали за свой център такива влиятелни организации като Международната търговска палата, Съюзът на немската промишленост, Търговско-промишлената палата, Съюзът на работодателите и Съюзът на немските банки.

## Райони
Кьолн е разделен на 9 района:
- Иненщат
- Роденкирхен
- Линдентал
- Еренфелд
- Нипес
- Хорвайлер
- Порц
- Калк
- Мюлхайм

## Спорт
Представителният футболен отбор на града носи името 1. ФК Кьолн. Състезавал се е в Първа и Втора Бундеслига. Основан е на 13 февруари 1948 г.

## Известни личности
Родени в Кьолн
- Карл Бош (1874 – 1940), химик и индустриалец
- Георг Браун (1542 – 1622), картограф
- Конрад Аденауер (1876 – 1967), политик, кмет на Кьолн от 1917 до 1933 г.
- Хайнрих Бьол (1917 – 1985), писател
- Жак Офенбах (1819 – 1880), композитор
- Роберт Хюбнер (р. 1948), шахматист

Починали в Кьолн
- Георг Браун (1542 – 1622), картограф
- Марсел Бродхарс (1924 – 1976), белгийски скулптор
- Алфред Мюлер-Армак (1901 – 1978), икономист и политик

Други личности, свързани с Кьолн
- Георг Ом (1789 – 1854), физик

## Побратимени градове
- Барселона, Испания от 1984 г.
- Витлеем, Палестина
- Волгоград, Русия (1988)
- Еш сюр Алзет, Люксембург
- Индианаполис, САЩ
- Истанбул, Турция
- Бургас, България
- Катовице, Полша
- Киото, Япония
- Клуж-Напока, Румъния
- Коринто, Никарагуа
- Корк, Република Ирландия
- Ливърпул, Англия
- Лиеж, Белгия
- Лил, Франция
- Пекин, Китай
- Ротердам, Холандия
- Саскатун Канада
- Солун, Гърция
- Тел Авив, Израел
- Торино, Италия
- Тунис, Тунис
- Турку, Финландия от 1967 г.